# Князья Луцкие
Лу́цкие — русский княжеский род, ветвь Владимиро-Волынский князей. Основан Ярославом Изяславичем.
- Ярослав Изяславич (правил в 1157—1180 годах)
- Ингварь Ярославич (правил с 1180 года)
- Всеволод Ярославич
- Мстислав Ярославич Немой (правил после 1214 года)
- Иван Мстиславич
- Ярослав Ингваревич (правил ок. 1226 года)
- Владимир Ингваревич